# Skansbacken, Stockholm

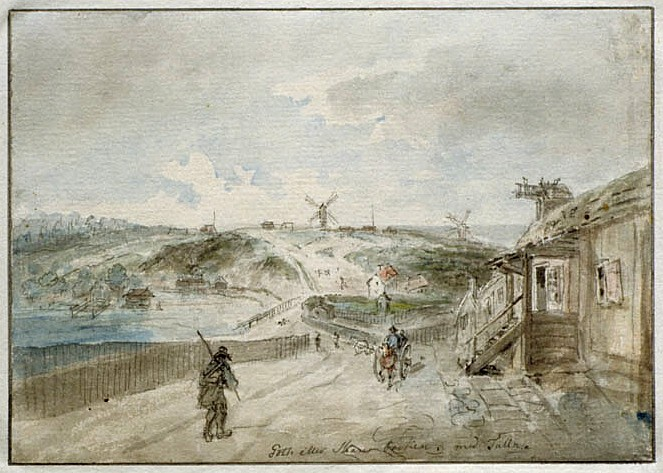
Skanstull och Skansbacken, vy från Götgatan söderut, akvarellerad pennteckning av Elias Martin, från 1780-1790-talet.

Skansbacken är en gång- och cykelväg (med endast behörig fordonstrafik) i stadsdelen Johanneshov i Söderort inom Stockholms kommun. Skansbacken leder upp från Hammarbybacken och går sedan  parallellt och väster om Hammarbybacken. Skansbacken fick sitt namn 1978 efter Johanneshovs skans. De äldre husen på Skansbacken utgör en kulturhistoriskt värdefull bebyggelse. Mellan Hammarbybacken och Skansbacken ligger Kolerakyrkogården, Skanstull.

## Historik

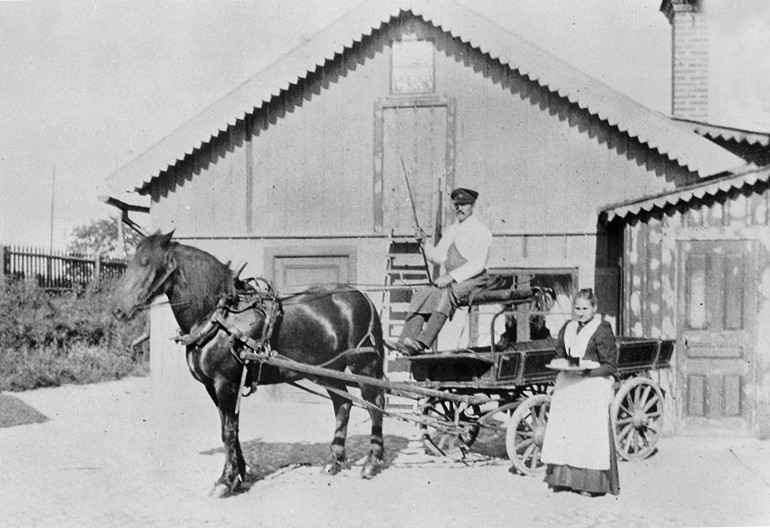
Lägenheten Skansberg, 1900.

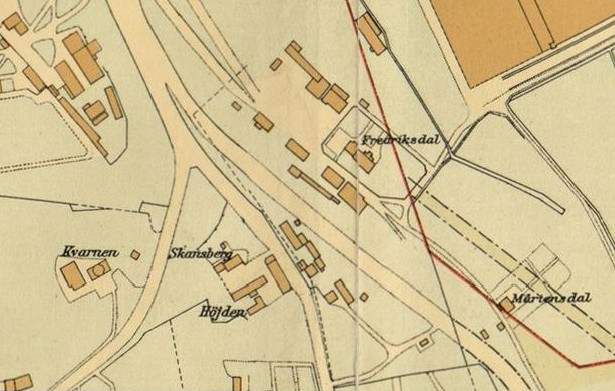
Skansbacken 1930.

Den branta backen var en del av Gamla Göta landsväg, som gick över näset vid Skanstull och över nuvarande Skansbacken för att sedan svänga västerut mot dagens Årstafältet. Vid Skansbacken låg även ett värdshus där ägaren till Enskede gård i mars 1762 fick tillstånd att öppna en krog på högra (västra) sidan av landsvägen, mot villkor att innehavaren "skall hafva inseende och theröfver vård att vanartigt folk icke genom sandhämtande vidare undergräfva och förderfva den therförbigående allmänna landsvägen".
Inrättningen var första värdshuset vid färdvägen utanför Södra tullen och fick dåligt rykte. Efter värdshusrörelsen, som slutade 1838, fanns slakterier och under en tid även Skanskvarns mjölnare i huset. Byggnaden är fortfarande bevarad och nyttjas sedan 1980 av en motorcykelklubb.
Till bebyggelsen hör även gården Skansberg norr om den tidigare krogen och Lägenheten Skansberg, det gulmålade huset med tillhörande faluröda stugor öster den tidigare krogen. Även här fanns slakterier. På ett fotografi från sekelskiftet 1900 syns det ännu bevarade huset, som då ägdes av slaktarmästare Erik Jansson. På bilden syns kusken Gustaf och trotjänarinnan Lotta Karlsson.

## Värdefull bebyggelse
Enligt gällande detaljplan för området utgör de äldre husen på Skansbacken en kulturhistoriskt värdefull bebyggelse. Byggnaderna får inte rivas eller exteriört förändras, även den fasta ursprungliga inredningen och planlösningen skall bevaras. Dessutom bör Skansbacken med anledning av vägens kulturhistoriska värde hållas grusad och får inte breddas. Fastigheten Skansbacken 2 ägs och förvaltas av AB Stadsholmen och är blåmärkt av Stadsmuseet i Stockholm vilket innebär "att bebyggelsen bedöms ha synnerligen höga kulturhistoriska värden".

Vägen
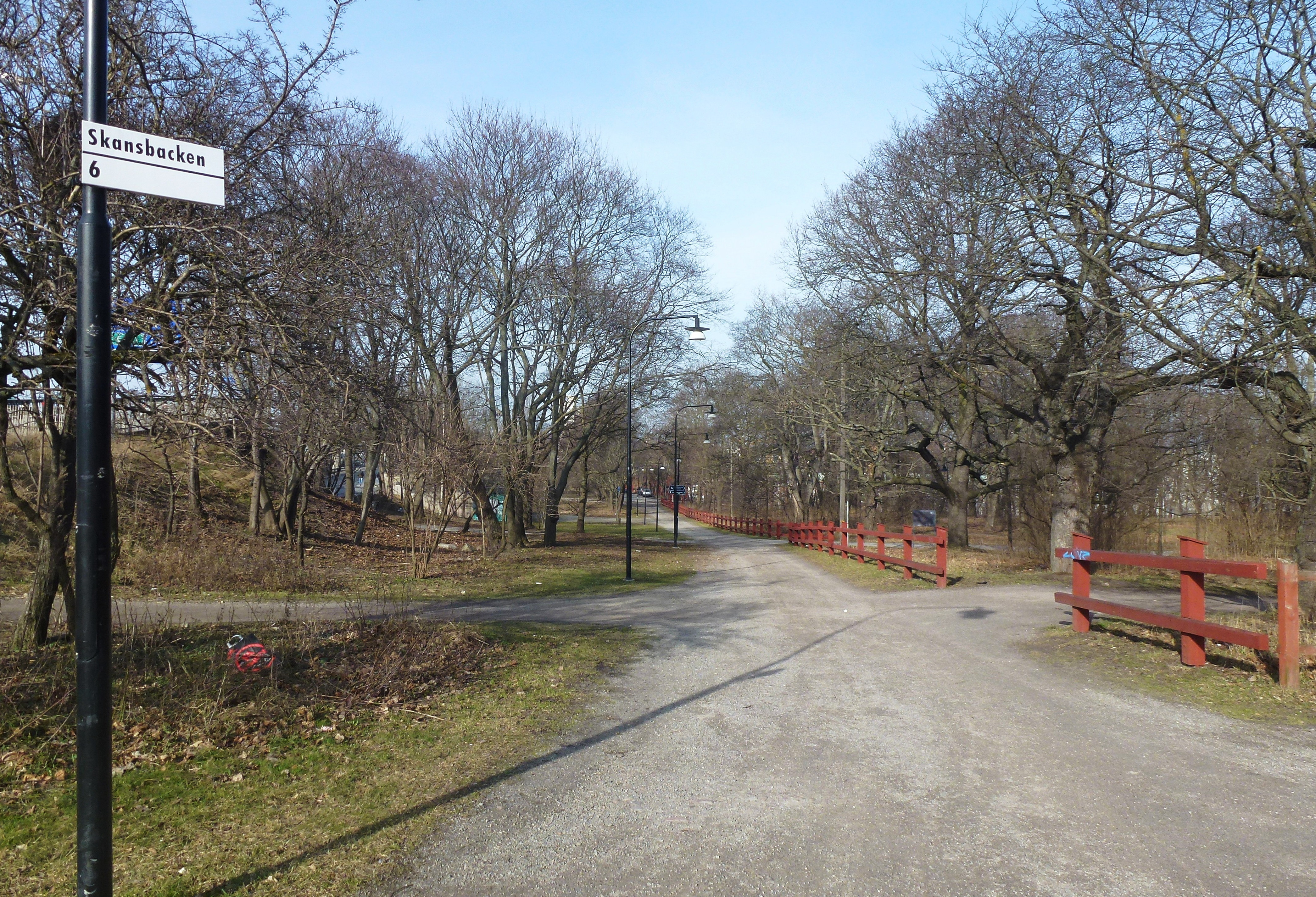
Skansbacken i höjd med Kolerakyrkogården
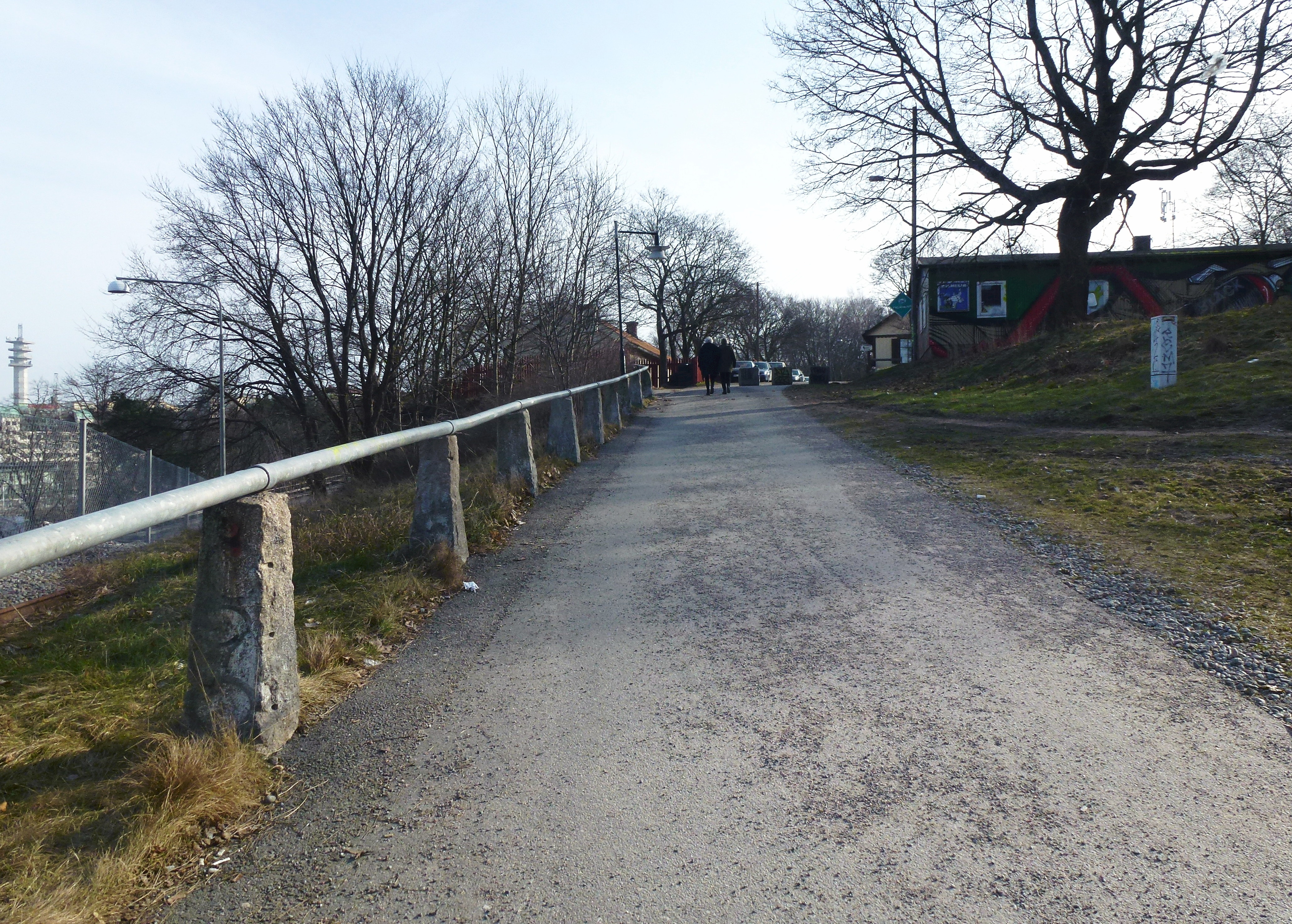
Skansbacken mot syd, 2014
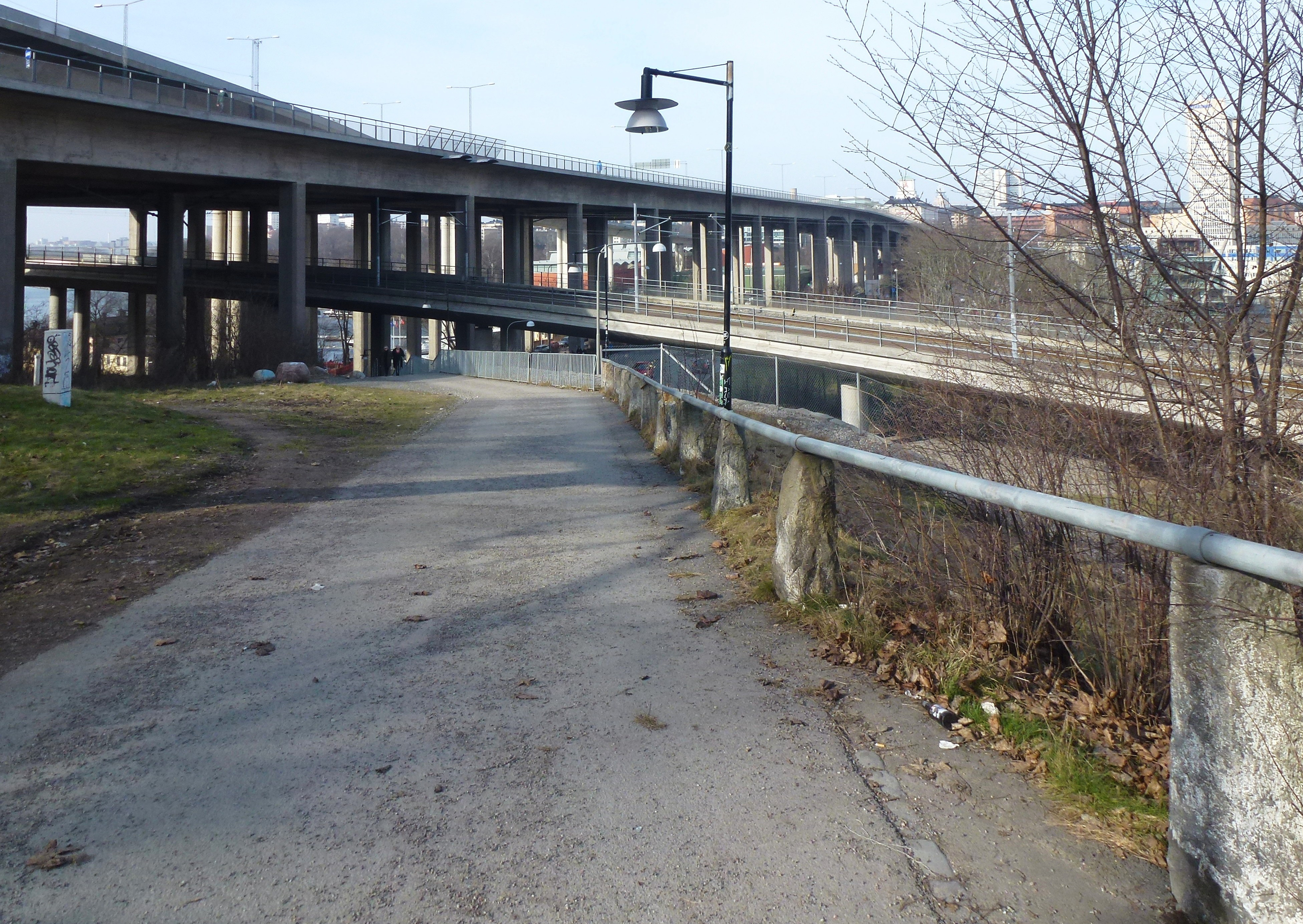
Skansbacken mot norr, 2014
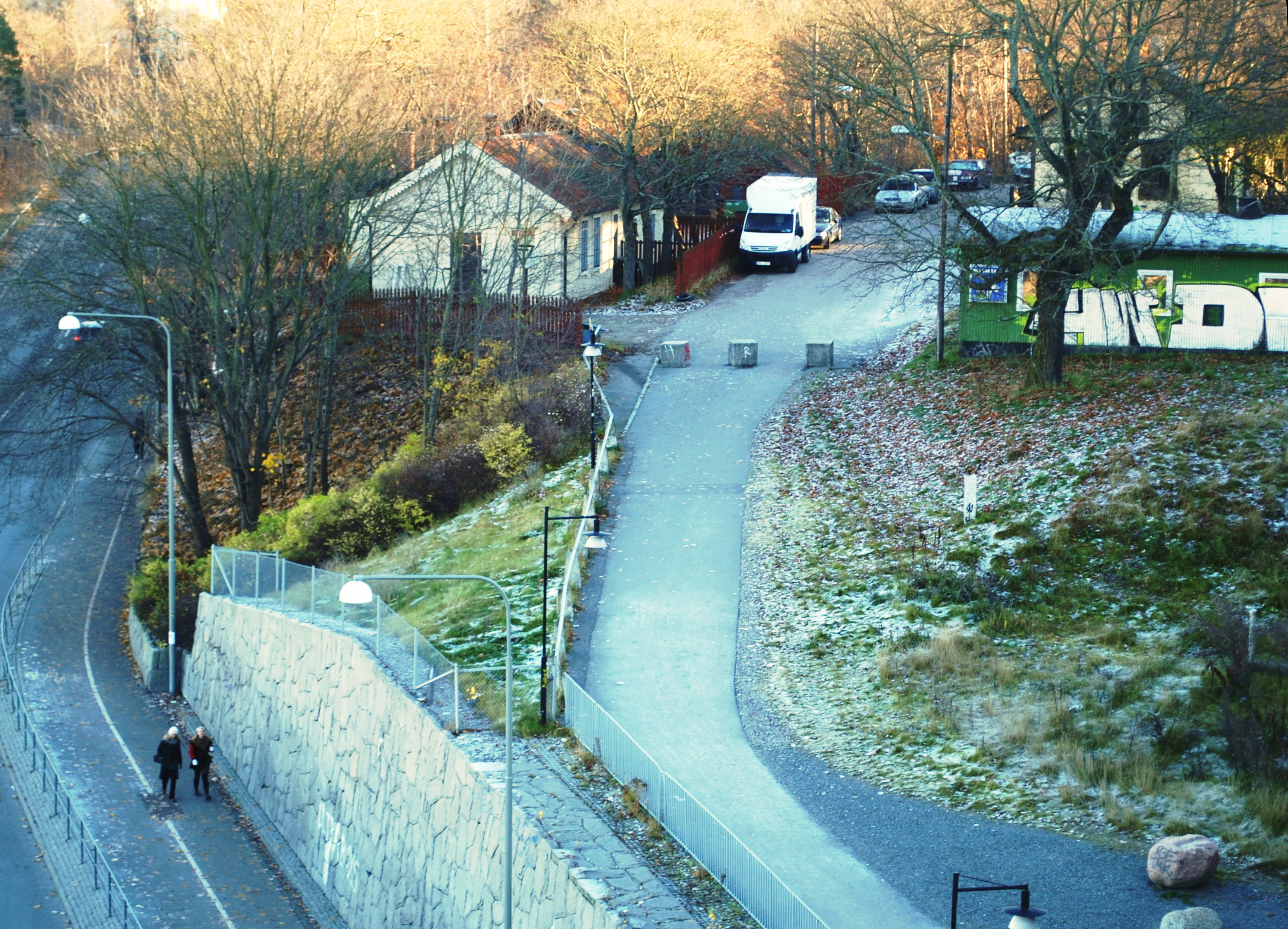
Skansbacken (t.h.) och Hammarbybacken

Byggnader
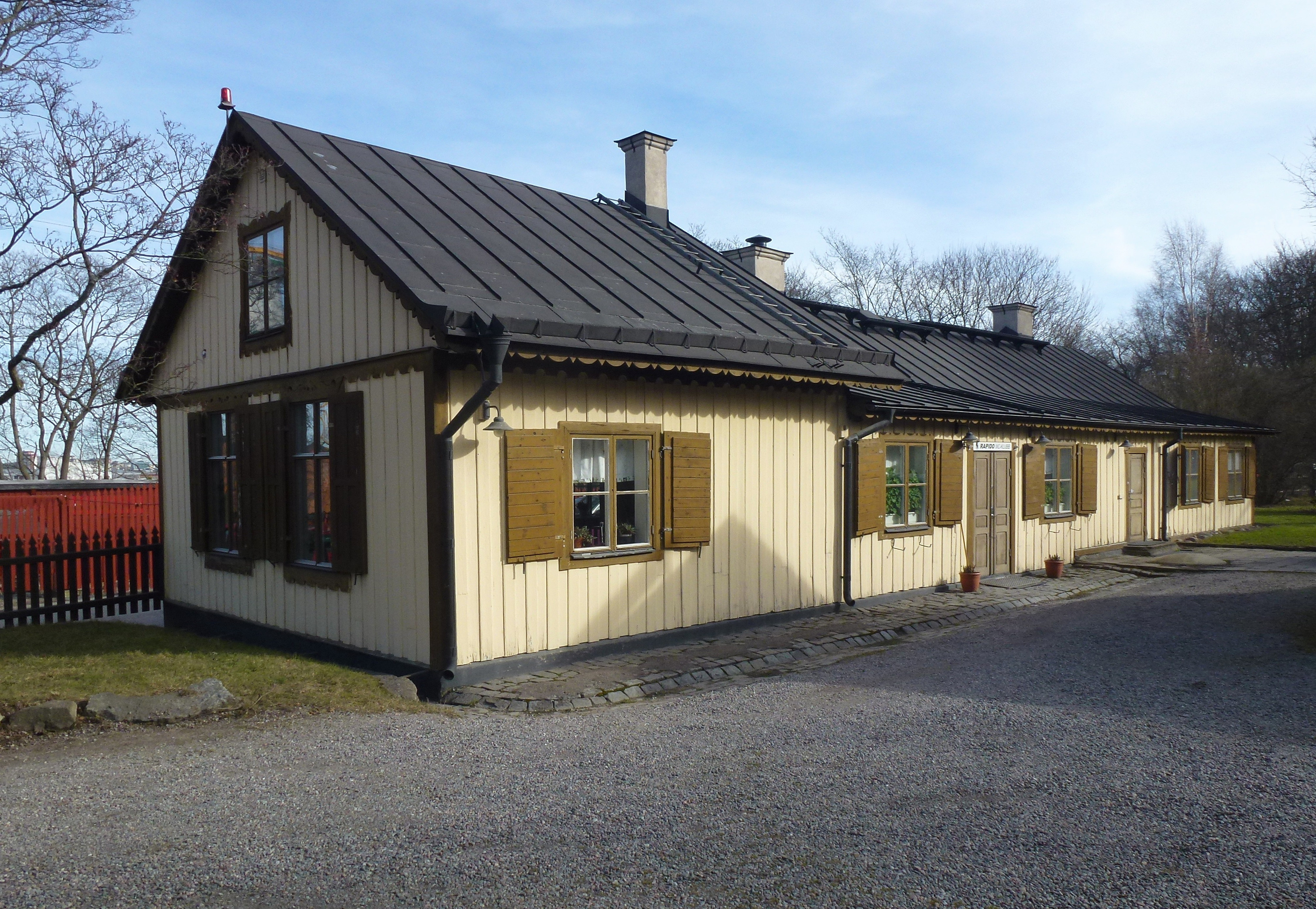
F.d. värdshuset ("Skansbacken 2") sida mot gården
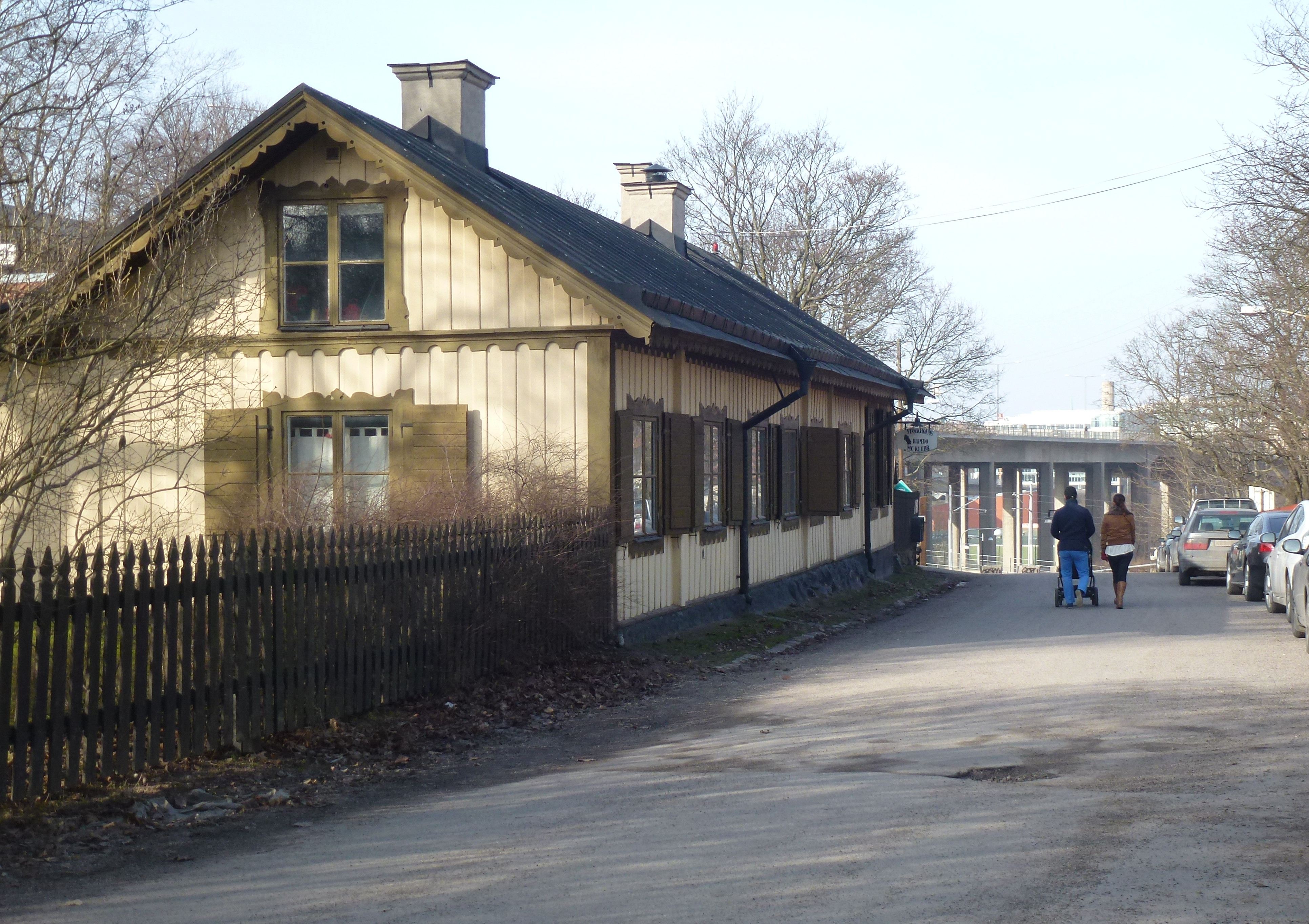
F.d. värdshuset ("Skansbacken 2") sida mot Skansbacken
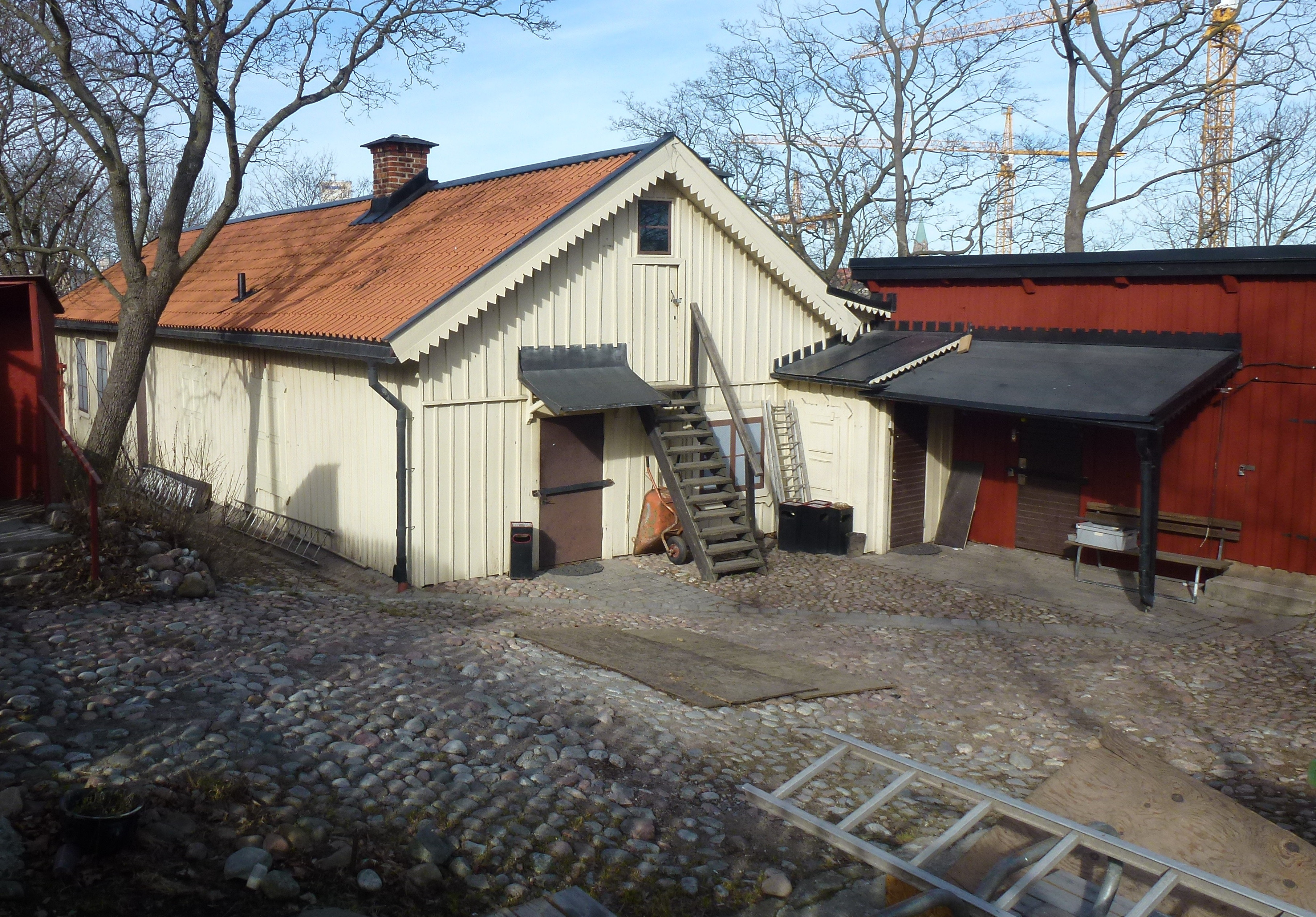
Lägenheten Skansberg ("Skansbacken 2")
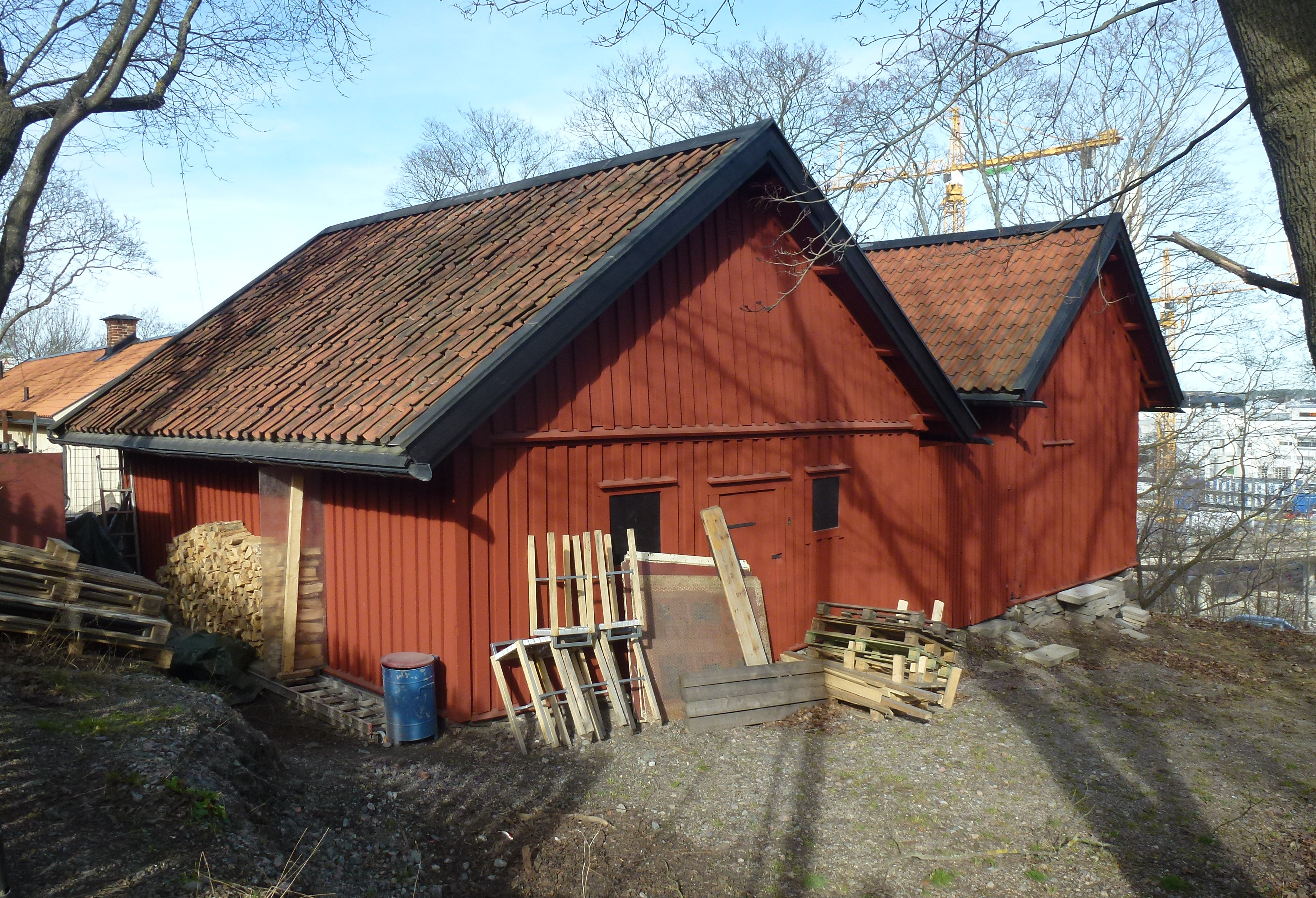
Uthusen till Skansberg